# Michel Moreau
Pour les articles homonymes, voir Moreau.
Michel Moreau est un réalisateur, scénariste et producteur québécois, né le 2 octobre 1931 à Joigny (France) et mort le 4 septembre 2012 à Montréal (Québec).
Ayant réalisé près de 80 films, pour l'essentiel des documentaires consacrés au monde éducatif ainsi qu'aux marginaux et exclus de la société, Michel Moreau est pourtant demeuré peu connu du grand public.

## Biographie
Après avoir obtenu une licence en philosophie et un diplôme de l’École des métiers d'art (section dessin animé et publicité), Michel Moreau commence en 1953 à travailler dans des agences de publicité françaises en tant que rédacteur-concepteur, puis décide de s'établir au Québec en mai 1960.

### Ses débuts à l'ONF et dans la réalisation de films éducatifs
En 1962, il entre à l'ONF, d’abord au département des films fixes et pour y réaliser des adaptations françaises de documents anglais. Sensibilisé aux questions éducatives, il y propose de nombreux petits projets portant sur ce sujet. Aussi lorsque Pierre Juneau devient directeur de l'équipe française de l'ONF en 1964, celui-ci offre à Michel Moreau de créer et d'être responsable, avec Jacques Parent, d'une équipe pédagogique, à laquelle se joindront notamment Jean Beaudin, Robert Forget, Gilles Biais et Raymond Brousseau. L'équipe se lance alors, de manière expérimentale, dans la réalisation de boucles Super 8 muettes de quatre minutes, dont une partie seront achetées par Encyclopedia Britannica. Très vite, Michel Moreau est également sollicité pour des contrats à l'extérieur et réalise des commandites pour le ministère de l'Éducation.
C'est en 1968 qu'il réalise son premier film, Trois lecteurs en difficulté, pour lequel il travaille avec le psychologue Hans Neidhart, qui lui permet de mieux percevoir et comprendre le comportement des enfants. Cette collaboration incitera le cinéaste à s'inscrire à l'Université du Québec à Montréal, où il obtiendra une maîtrise en psychologie.
Quittant l'ONF en avril 1969, Michel Moreau se lance dans la réalisation de films éducatifs, pour lesquels il porte toujours un vif intérêt. Il réalise notamment en 1970 deux séries destinées aux professeurs : Sensibilisation aux moyens d'enseignement explique la manière d'utiliser le matériel audiovisuel dans l'enseignement, tandis que  Mathématiques à l'élémentaire vise à transmettre une nouvelle méthode d'enseignement des mathématiques aux enfants, plus ludique que scolaire. Chronique d'une observation, en 1971, connaîtra un succès dans le milieu de l'éducation.

### Création d'Educfilm et réalisation de films sociaux et éducatifs
À l'automne 1972 Michel Moreau fonde, avec sa compagne Édith Fournier, la maison de production Educfilm, dont le but est à l'origine de faire des films éducatifs. Cependant sans abandonner l'aspect pédagogique toujours présent dans ses films, Michel Moreau commence également à s'intéresser au monde du travail, avec le film Quatre jeunes et trois boss (1972), puis aux comportements sociaux et à la place des marginaux et exclus dans notre société. La compagnie Educfilm va suivre cette évolution et englobera finalement la production de films éducatifs, de films sociaux et scientifiques.
Le premier vrai film indépendant du cinéaste, La leçon des mongoliens, est réalisé en 1974. Film charnière, il est diffusé à la télévision et permettra par la suite à Michel Moreau de bénéficier d'investissements venant des responsables de la télévision.
La série Les Exclus, produite par la compagnie Educfilm en 1975-1977 pour la Société Radio-Canada, obtient une moyenne de 440000 téléspectateurs  et fait connaître le nom de Michel Moreau à un plus large public. Il y est question de l'exclusion des aveugles, des handicapés physiques, des paralysés cérébraux, des épileptiques, des malades chroniques ou encore des enfants difficiles. Michel Moreau en réalisa 9 épisodes, dont notamment en 1977 le film Jules le magnifique, qui brosse un portrait de Jules Arbec, un handicapé revendiquant son indépendance et son rôle intellectuel. Le film fit plus de 6000 entrées au Québec.
Son film le plus médiatisé est cependant Une naissance apprivoisée (1979), qui suit la grossesse de son épouse Édith Fournier jusqu'à son accouchement. Le film provoqua un certain scandale en raison de la présence du fils d'Edith, âgé de 9 ans et demi, à l'accouchement. D'autres films suivront, en particulier Enfants du Québec et alvéoles familiales et Le pays rêvé, un film autobiographique.
De 1984 à 1988, Michel Moreau siège au conseil d'administration de la Cinémathèque québécoise, alternativement en tant qu’administrateur et de vice-président.
Le prix Lumières lui est remis en 1998. La même année, Michel Moreau apprend qu'il est atteint de la maladie d'Alzheimer. Il sera placé dans un centre de soins à longue durée avant de décéder en 2012 à l'âge de 81 ans. Deux films témoignent des dernières années de sa vie : Édith et Michel (2004) de Jocelyne Clarke, et Mon ami Michel de Jean Pierre Lefebvre.

## Filmographie

### comme Réalisateur
- 1968 : Trois lecteurs en difficulté
- 1974 : La Leçon des mongoliens
- 1977 : Jules le magnifique
- 1979 : Une naissance apprivoisée
- 1979 : Enfants du Québec et alvéoles familiales
- 1981 : Les Traces d'un homme (TV)
- 1983: Au bout de l'accident
- 1985 : Le Million tout-puissant
- 1989 : Les Trois Montréal de Michel Tremblay
- 1991 : Xénofolies
- 1993 : Une enfance à Natashquan
- 1996 : Le pays rêvé

### comme Scénariste
- 1974 : La Leçon des mongoliens
- 1977 : Jules le magnifique
- 1979 : Une naissance apprivoisée
- 1979 : Enfants du Québec et alvéoles familiales
- 1985 : Le Million tout-puissant
- 1990 : L'Histoire des Trois

### comme Producteur
- 1977 : Jules le magnifique
- 1979 : Enfants du Québec et alvéoles familiales
- 1982 : Les Traces d'un homme (TV)
- 1985 : Le Million tout-puissant
- 1991 : Xénofolies